# Maxime Carlot Korman
Maxime Carlot Korman (ur. 26 kwietnia 1941) – vanuacki polityk, tymczasowy prezydent Vanuatu od 16 sierpnia 2009 do 2 września 2009, dwukrotny premier Vanuatu, członek Unii Partii Umiarkowanych.
Od 16 grudnia 1991 do 21 grudnia 1995 pierwszy premier Vanuatu, wywodzący się z innej partii niż socjalistyczna Partia Pracy, utrzymująca się u władzy przez pierwsze 11 lat istnienia państwa. Zastąpiony przez Serge Vohora (wywodzącego się z tej samej partii). Ponownie premier od 23 lutego 1996, ostatecznie ze stanowiskiem rozstał się 30 września tegoż roku, jego następcą ponownie został Vohor. Maxime Carlot Korman wciąż zasiada w parlamencie Vanuatu, w lipcu 2004 przez miesiąc pełnił funkcję wicepremiera w rządzie Serge Vohora.
W lipcu 2017 wystartował jako jeden z szesnastu kandydatów w przedterminowych wyborach prezydenckich po śmierci Baldwina Lonsdale'a. Dostał się do czwartej rundy głosowania, uzyskał w niej 17 z 57 głosów elektorskich, ulegając Tallisowi Obedowi Mosesowi.